# كانويا (كاغوشيما)
مدينة كانويا (بالإنجليزية: Kanoya)‏ مدينة يابانية من أحد المدن التابعة لمحافظة كاغوشيما. تأسست رسميًا في 27/05/1941. ويقدر عدد سكانها بـ 105673 نسمة حسب تقدير مكتب الإحصاء الياباني لعام 2012. تبلغ مساحة كانويا 448.33 كم2. بكثافة سكانية تبلغ 236 نسمة/كم2.